# Пассано, Антонио де
Антонио де Пассано (итал. Antonio Da Passano; Генуя, 1599 — Генуя, 1681) — дож Генуэзской республики.

## Биография
Родился в Генуе в 1599 году. Его семья происходила из окрестностей Фрамуры, его прадед Джоакино да Пассано бывал при дворах Франциска I и Генриха VIII Английского, а также служил послом Генуи в Риме.
Юность и молодость Антонио не отмечена летописями, вероятнее всего, он служил в Банке Сан-Джорджо. Свою первую государственную должность он получил лишь в возрасте около 50 лет, когда занял пост комиссара на Корсике (для проверки итогов работы бывшего губернатора и дожа Чезаре Дураццо) и на Капрае. Затем он был избран сенатором Республики.
Был избран дожем 11 июля 1675 года, 123-м в истории Генуи, став одновременно королём Корсики. Среди его инициатив следует отметить конфронтацию с Сенатом по поводу отправки галер, без разрешения дожа, для выслеживания турецкого корабля, который угрожал Лигурийскому побережью. 11 июля 1677 года завершил свой мандат, после чего продолжал служить Республике.
Умер в Генуе в 1681 году и был похоронен в церкви Санто-Стефано. 